# Hotarionomus
Hotarionomus is een kevergeslacht uit de familie van de boktorren (Cerambycidae). De wetenschappelijke naam van het geslacht werd voor het eerst geldig gepubliceerd in 1857 door Thomson.

## Soorten
Hotarionomus omvat de volgende soorten:
- Hotarionomus abbreviatus Breuning, 1948
- Hotarionomus blattoides (Pascoe, 1857)
- Hotarionomus ilocanus Heller, 1899